# 南京珍珠茅
南京珍珠茅（学名：Scleria nankingensis）为莎草科珍珠茅属下的一个种。

## 扩展阅读
- 維基物種上的相關：南京珍珠茅